# Santa Túnica

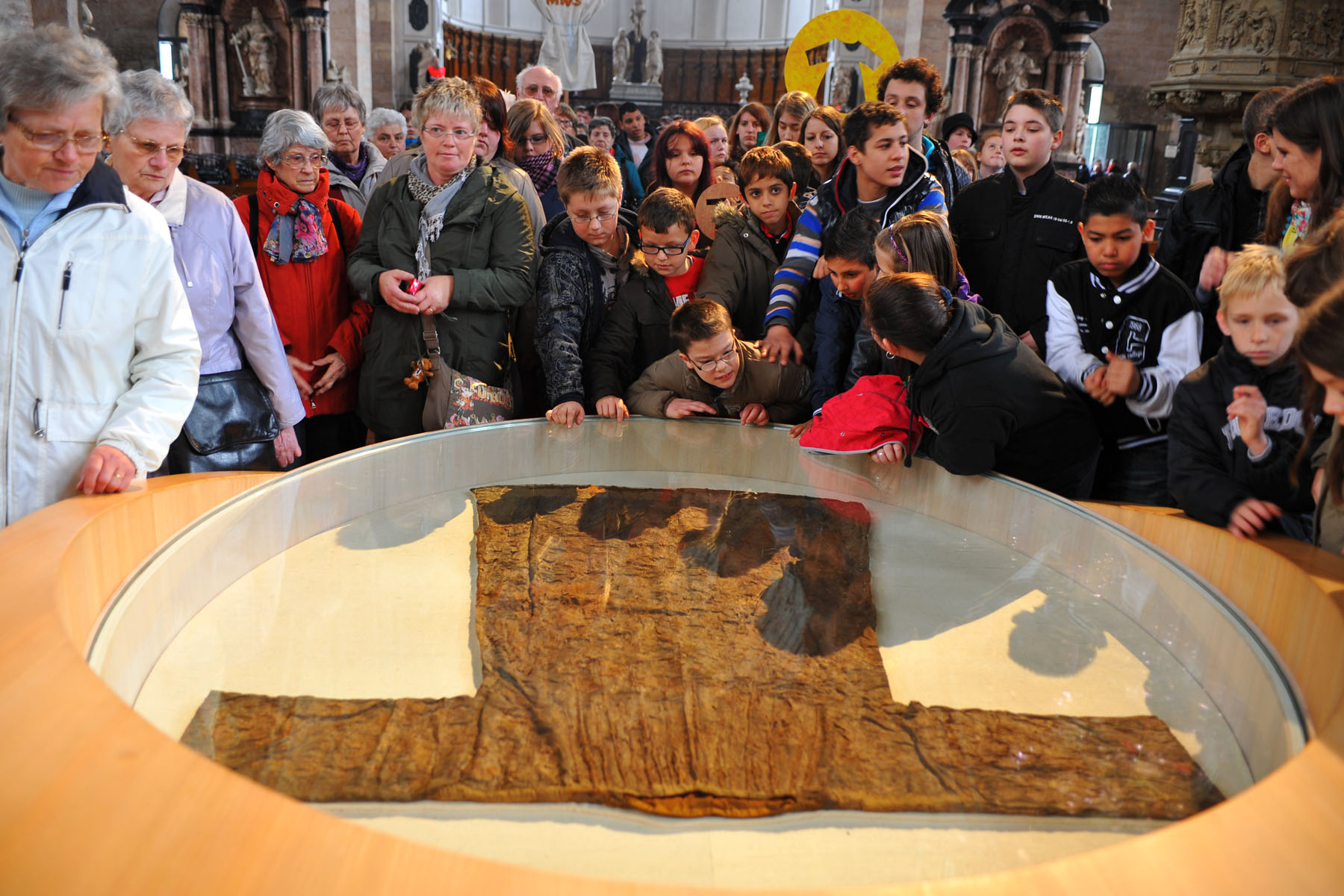
O relicário da Santa Túnica em Tréveris durante a sua exposição em 2012

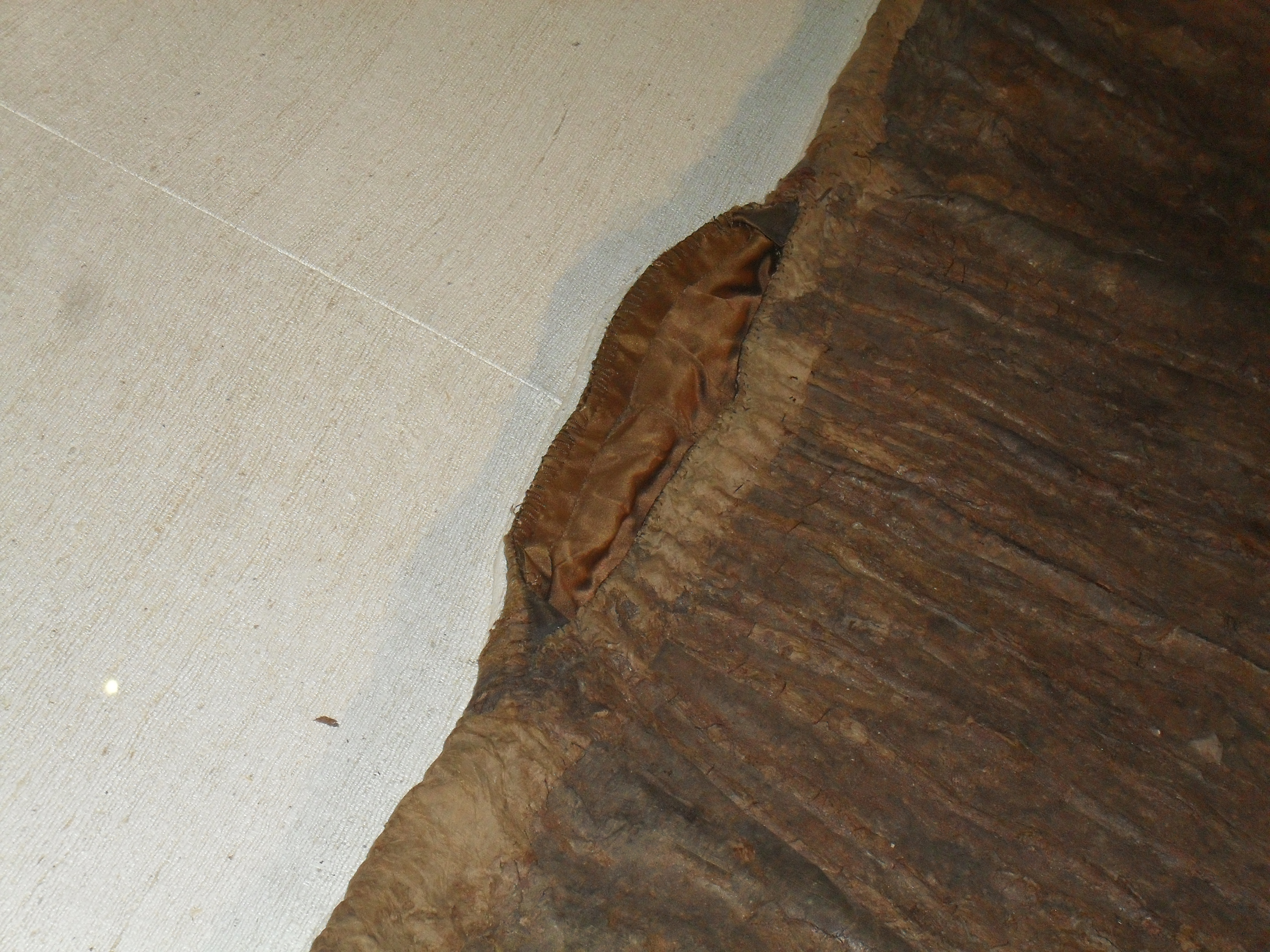
O pescoço sem colarinho da Santa Túnica de Jesus

A Santa Túnica é a túnica que se diz ter sido usada por Jesus durante ou pouco antes de sua crucificação. Tradições concorrentes afirmam que o manto foi preservado até os dias atuais. Uma tradição coloca-o na Catedral de Tréveris, outra coloca-o na Basílica Saint-Denys de Argenteuil, e várias tradições afirmam que está agora em várias igrejas ortodoxas orientais, notavelmente na Catedral de Svetitskhoveli em Misqueta, Geórgia.

## Passagem bíblica
Segundo o Evangelho de São João, os soldados que crucificaram Jesus não dividiram a sua túnica depois de o crucificarem, mas lançaram sortes para determinar quem ficaria com ela porque era tecida numa só peça, sem costura. Uma distinção é feita no grego do Novo Testamento entre a himatia (literalmente "sobre-roupas") e o manto sem costura, que é chiton, (literalmente "túnica" ou "casaco").

Os soldados, depois de terem crucificado Jesus, tomaram as suas vestes (ta himatia) e fizeram delas quatro partes, uma para cada soldado. Tomaram também a túnica (kai ton chitona). Quanto à túnica, que não tinha costura, toda tecida de alto a baixo, disseram uns para os outros: "Não a rasguemos, mas lancemos sortes sobre ela, para ver a quem tocará." Cumpriu-se deste modo a Escritura, que diz: Repartiram as minhas vestes (ta imatia) entre si, e lançaram sortes sobre a minha túnica (epi ton himatismon). Os soldados assim fizeram.— São João 19, 23-24; citando a versão da Septuaginta do Salmo 22, 19.

## Tradição de Tréveris

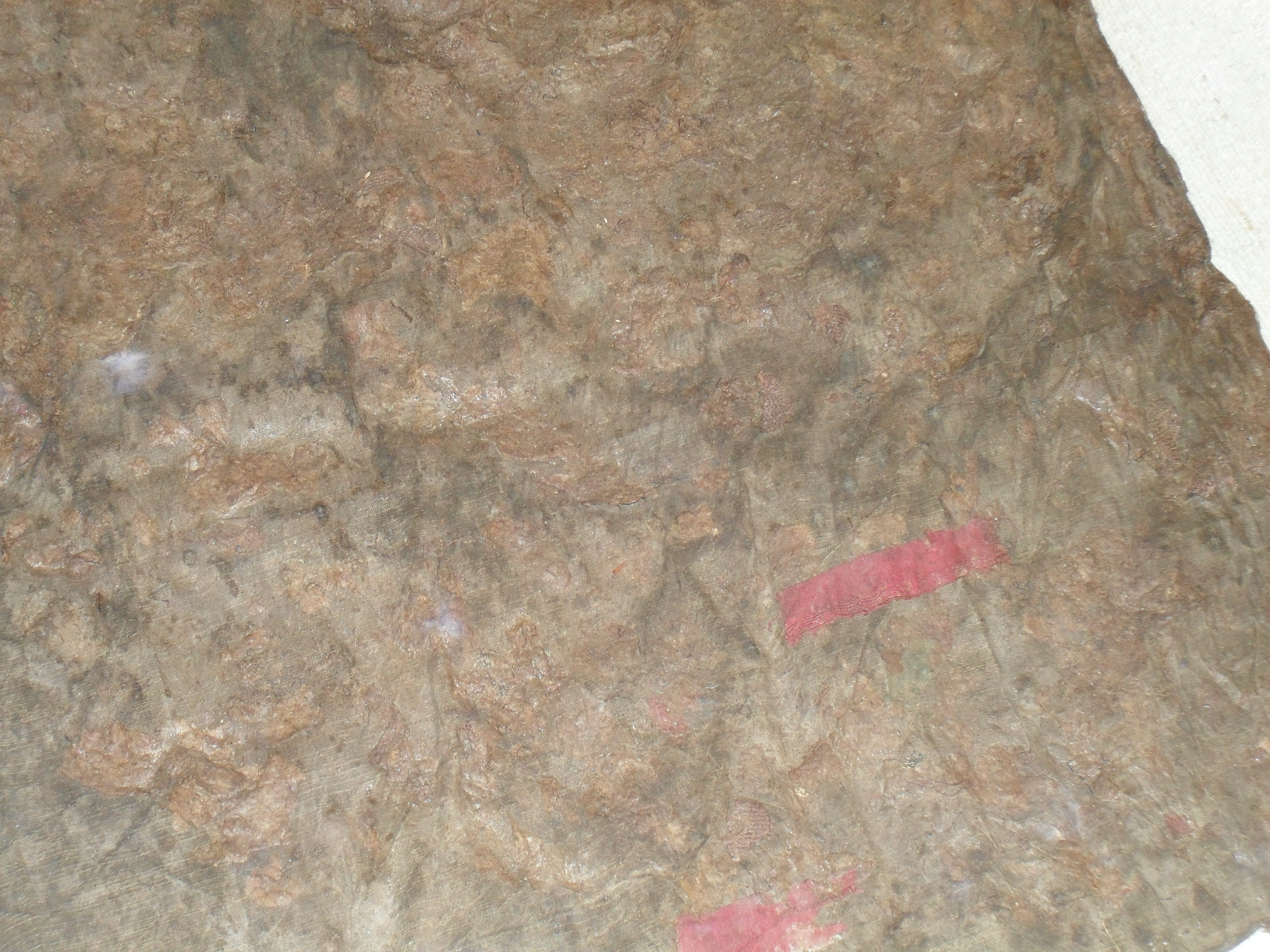
Seções de tafetá e seda na manga direita do manto, Tréveris

Segundo a lenda, Santa Helena, mãe de Constantino, o Grande, descobriu a Santa Túnica na Terra Santa no ano 327 ou 328 junto com diversas outras relíquias, incluindo a Vera Cruz. De acordo com diferentes versões da história, ela o legou ou o enviou para a cidade de Tréveris, onde Constantino viveu alguns anos antes de se tornar imperador. O monge Altmann de Hautvillers escreveu no século IX que Helena nasceu naquela cidade, embora este relato seja fortemente contestado pela maioria dos historiadores modernos.

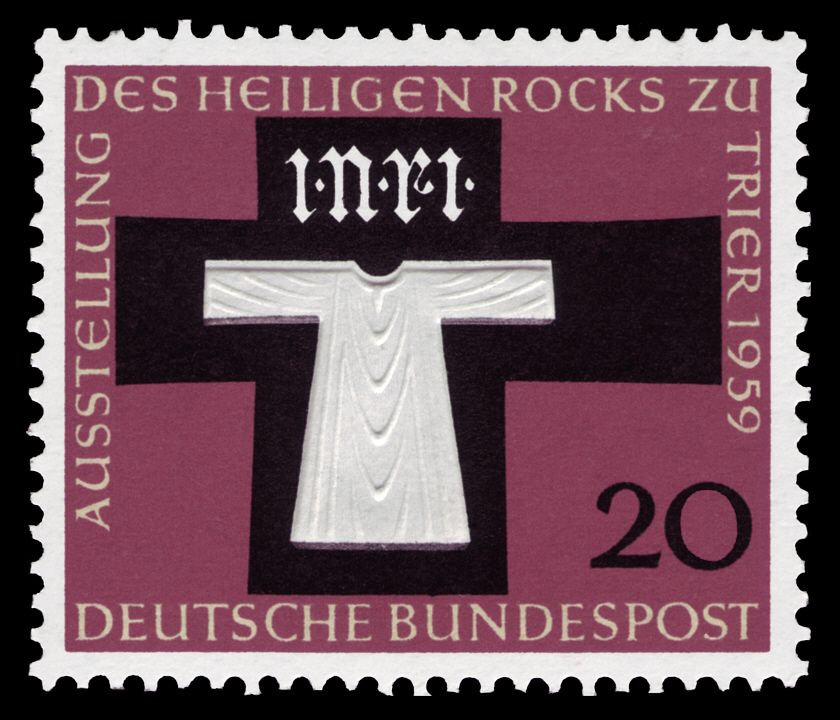
Selo da Santa Túnica, Alemanha, 1959

A história do manto de Tréveris é certa apenas a partir do século XII, quando o Arcebispo João I de Tréveris consagrou um altar que continha a Santa Túnica no início de 1196. Embora as biografias de João I afirmem que esta não foi a primeira vez que o manto foi exibido, não há datas históricas ou eventos apresentados que sejam anteriores a 1196. Seções de tafetá e seda foram adicionadas ao manto, e ele foi mergulhado em uma solução de borracha no século XIX na tentativa de preservá-lo. As poucas seções originais restantes não são adequadas para datação por carbono. A estigmatizada Teresa Neumann de Konnersreuth declarou que a túnica de Tréveris era autêntica.
A relíquia é normalmente guardada dobrada em um relicário e não pode ser vista diretamente pelos fiéis. Em 1512, durante uma Dieta Imperial, o Imperador Maximiliano I exigiu ver a Santa Túnica que estava guardada na Catedral. O Arcebispo Richard von Greiffenklau providenciou a abertura do altar que consagrava a túnica desde a construção da Cúpula e a exibiu. O povo de Tréveris ouviu falar disso e exigiu ver a Santa Túnica. Posteriormente, peregrinações ocorreram em intervalos irregulares para ver a vestimenta: 1513, 1514, 1515, 1516, 1517, 1524, 1531, 1538, 1545, 1655, 1810, 1844, 1891, 1933, 1959, 1981, 1996 e 2012.
A exposição da relíquia em 1844, sob instruções de Wilhelm Arnoldi, bispo de Tréveris, levou à formação dos Católicos Alemães (Deutschkathliken), uma seita cismática formada em dezembro de 1844 sob a liderança de Johannes Ronge. A exposição da túnica de 1996 foi vista por mais de um milhão de peregrinos e visitantes. Desde então, o Diocese de Tréveris realiza um festival religioso anual de dez dias denominado "Heilig-Rock-Tage".

## Tradição de Argenteuil
De acordo com a tradição de Argenteuil, a Imperatriz Irene presenteou Carlos Magno com a Santa Túnica por volta do ano 800. Carlos Magno deu-o à sua filha Teocrata, abadessa de Argenteuil, onde foi preservado na igreja dos beneditinos. Em 1793, o pároco, temendo que o manto fosse profanado na Revolução Francesa, cortou o manto em pedaços e escondeu-os em locais separados. Restam apenas quatro peças. Eles foram transferidos para a atual igreja de Argenteuil em 1895.
O documento mais antigo referente ao manto de Argenteuil data de 1156, escrito pelo arcebispo Hugo de Rouen. Ele a descreveu, no entanto, como a vestimenta do Menino Jesus. Uma longa disputa afirma que o tecido de Argenteuil não é, na verdade, a túnica usada por Jesus durante a crucificação, mas as vestes tecidas para ele pela Virgem Maria e usadas durante toda a sua vida. Os defensores da teoria de que o tecido de Argenteuil é o manto sem costura afirmam que a túnica de Tréveris é, na verdade, o manto de Jesus.

## Tradições orientais
A Igreja Ortodoxa Oriental também preservou uma tradição relativa às roupas de Jesus divididas entre os soldados após a crucificação.
Segundo a tradição da Igreja Ortodoxa Georgiana, o quíton foi adquirido por um rabino judeu da Geórgia chamado Elioz (Elias), que estava presente em Jerusalém no momento da crucificação e comprou o manto de um soldado. Ele o trouxe consigo quando retornou à sua cidade natal de Misqueta, na Geórgia, onde é preservado até hoje sob uma cripta na Catedral Patriarcal Svetitskhoveli. A festa em homenagem ao “Quíton do Senhor” é celebrada no dia 1º de outubro.

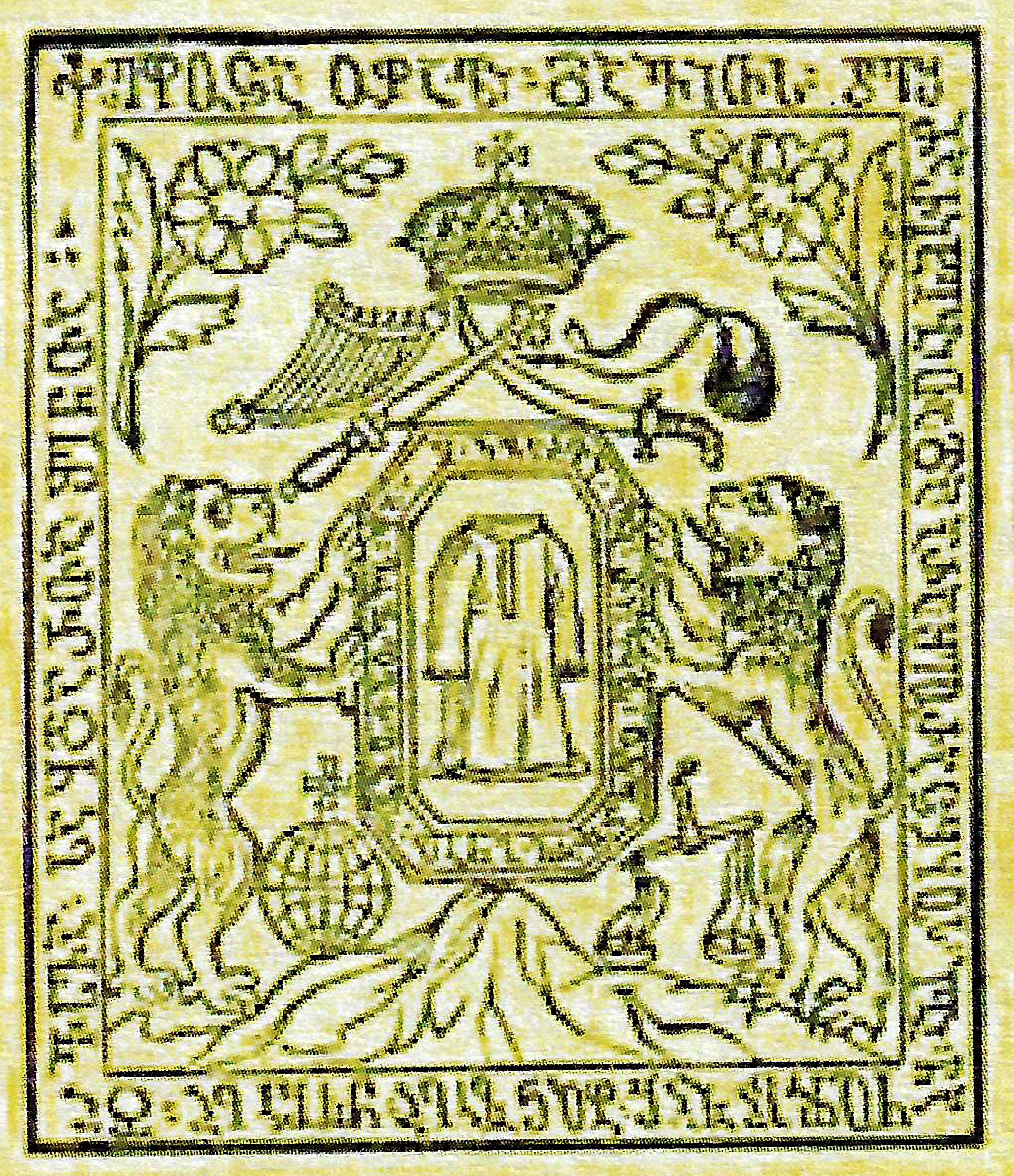
O brasão do Reino da Geórgia representando a Santa Túnica, 1711

Uma parte do himation também foi trazida para a Geórgia, mas foi colocada no tesouro da Catedral de Svetitskhoveli, onde permaneceu até o século XVII. Então o xá persa Abas I, quando invadiu a Geórgia, levou a túnica. Por insistência do embaixador russo e do czar Miguel I, o xá enviou o manto como presente ao Patriarca Filareto (1619-1633) e ao czar Miguel em 1625. A autenticidade do manto foi atestada por Nectário, Arcebispo de Vologda, pelo Patriarca Teófanes de Jerusalém e por Joannicius, o Grego. Também circularam relatos naquela época de sinais milagrosos sendo realizados através da relíquia.
Mais tarde, duas porções do manto foram levadas para São Petersburgo: uma na catedral do Palácio de Inverno, e outra na Catedral de São Pedro e São Paulo. Uma parte da Túnica também foi preservada na Catedral da Dormição, em Moscou, e pequenas porções na Catedral de Santa Sofia, em Kiev, no mosteiro de Ipatiev, perto de Costroma, e em alguns outros templos antigos.
A Igreja Ortodoxa Russa comemora a "Colocação da Honorável Túnica do Senhor em Moscou" em 10 de julho (25 de julho N.S.). Em Moscou, anualmente, nesse dia, a túnica é solenemente trazida para fora da capela dos Apóstolos Pedro e Paulo, na Catedral da Dormição, e colocado em um pedestal para veneração dos fiéis durante os serviços divinos. Após a Divina Liturgia, o manto é devolvido ao seu antigo lugar. Tradicionalmente, neste dia os próprios cânticos são da "Cruz Criadora de Vida", já que o dia em que a relíquia foi efetivamente colocada foi o Domingo da Cruz, durante a Grande Quaresma de 1625.